# كائن حي متعدد الخلايا

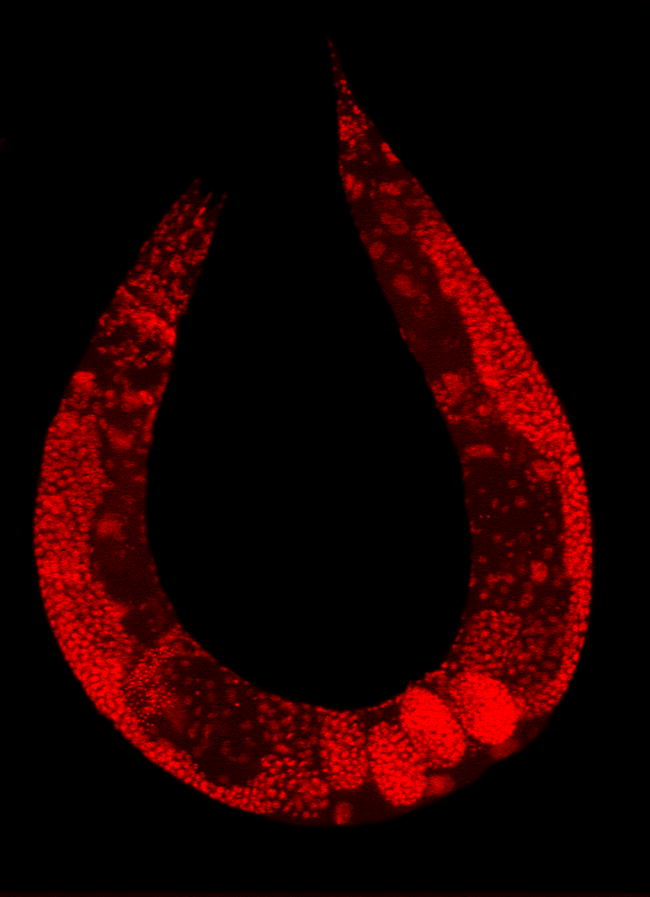
دودة ربداء رشيقة وقد لوّنت نوايا خلاياها للتوضيح.

الكائنات الحية متعددة الخلايا (بالإنجليزية: Multicellular organisms)‏ هي كائنات حية تتكون من أكثر من خلية واحدة، وهي مناقضة تماما للكائنات وحيدة الخلايا.
كل أصناف الحيوانات والنباتات البرية ومعظم الفطريات هي متعددة الخلايا، وكذلك الأمر بالنسبة للطحلب. في حين أن بعض الكائنات الحية أحادية ومتعددة الخلايا بشكل جزئي مثل العفن الغروي وغيرها.
تنشأ متعددات الخلايا بواسطة طرق متعددة، على سبيل المثال من خلال الإنقسام الخلوي أو من خلال تكتل عدة خلايا فردية. الكائنات الإستعمارية هي نتيجة اتحاد عدة أفراد متشابهة لتشكيل مستعمرة.

## تاريخ التطور
حتى 2010، كانت الأشنة الحمراء هي أقدم كائن متعدد الخلايا، وقد عُثر عليها ذاخل صخور تنتمي للحقب الجيولوجي الإكتاسي والذي يعود تاريخه إلى 1,2 مليار سنة في حقبة الطلائع الوسطى.
لكن في سنة 2010، تم اكتشاف مجموعة جديدة من الكائنات متعددة الخلايا، وذلك في صخور وترسبات غابونية، هذه الأخيرة تمكنت من إبعاد العضيات السابقة عن كونها أقدم كائنات متعددة الخلايا، وذلك نظرا لكونها موجودة على هذه البسيطة منذ أزيد من 2,1 مليار سنة. وفي سنة 2014، اعترف المركز الوطني الفرنسي للبحث العلمي رسميا بهذا الاكتشاف.
في علم الأحياء النمائي، تُستعمل الكائنات متعددة الخلايا في حل العديد من المشاكل خاصة عند الخلايا الجنسية (مثل خلية المني أو الخلية البيضية)، كما تستعمل في إعادة إنتاج العُضي كاملا. مما يدل على حدوث تطور منذ العصر الإكتاسي، خاصة في الإنجاب الجنسي لدى هذه الكائنات.
الكائنات متعددة الخلايا معرضة للإصابة بمرض السرطان، والذي يسبب إعياء وعجز في آلية عمل ضبط وتعديل مضاعفة الخلايا.
تعتبر المواخط، والفولفوكس من بين أبسط الكائنات متعددة الخلايا الحية لحد الآن.

## التاريخ التطوري

### فقدان التعدد الخلوي
حدث فقدان للتعدد الخلوي في بعض المجموعات. الفطريات متعددة الخلايا غالباً بالرغم من أن السلالات المنقلبة الأوائل كانت وحيدة الخلية (كالبويغيات على سبيل المثال) وكان هناك العديد من الارتدادات إلى وحيدات الخلايا بين الفطريات (كالسكيرينية والمستخفيات والخمائر الأخرى). ربما قد طرأت لدى بعض الطحالب الحمراء أيضاً (مثل البورفيريديوم) لكن من الممكن أنها كانت وحيدة الخلية في الأصل. من المحتمل أن فقدان التعدد الخلوي قد طرأ لدى بعض الطحالب الخضراء أيضاً (كالكلوريلا وبعض الأشنيات الأولفانية). في بعض المجموعات، الطفيليات عموماً، حدث نقص في التعدد الخلوي على مستوى عدد أو أنماط الخلايا (على سبيل المثال، المواخط وهي كائنات حية متعددة الخلايا اعتقد سابقاً بأنها وحيدة الخلية ولكن من المحتمل أنها لاسعات تضاءلت بشدة).

### السرطان
تواجه الكائنات الحية متعددة الخلايا وبشكل خاص الحيوانات طويلة العمر خطر الإصابة بالسرطان والذي يحصل عندما تفشل الخلايا في تنظيم نموها ضمن الإطار التطوري الطبيعي. يمكن ملاحظة التغيرات الشكلية في الأنسجة خلال العملية. غالباً ما يوصف السرطان لدى الحيوانات على أنه فقدان التعدد الخلوي. هناك نقاش حول احتمالية وجود السرطان لدى الكائنات الحية متعددة الخلايا أو لدى الأوالي حتى. على سبيل المثال، تم توصيف العفصات لدى النباتات على أنها أورام ولكن يجادل بعض المؤلفون بأن النباتات لا يمكن أن تصاب بالسرطان.

### فصل الخلايا الجسمية والجنسية
في بعض المجموعات متعددة الخلايا والتي تسمى الوايزمانيات تطور فصل بين خط الخلايا الجسمية العقيمة وخط الخلايا الجنسية. مع ذلك فإن تطور الوايزمانيات نادر نسبياً (على سبيل المثال، الفقاريات والمفصليات والفولكس) إذ أن قسم كبير من الأنواع لديه القدرة على تطوير الأجنة الخضرية (كالنباتات البرية ومعظم الطحالب والعديد من اللافقاريات).

## فرضيات الأصل
تتمثل إحدى الفرضيات المتعلقة بأصل الكائنات الحية متعددة الخلايا بأن مجموعة من الخلايا النوعية وظيفياً قد تجمعت في كتلة شبيهة بالبزّاق يسمى تجمع أميبي والذي يتحرك كوحدة متعددة الخلايا. هذا ما يفعله العفن الغروي بشكل أساسي. هناك فرضية أخرى وهي أن الخلية البدائية تخضع للانقسام النووي وبذلك أصبحت مدمجة خلوياً. ومن ثم يتشكل غشاء حول كل نواة (والمساحة الخلوية والعضيّات التي تشغل الفراغ) مما ينتج عنه مجموعة من الخلايا المتصلة في كائن حي واحد (يمكن ملاحظة هذه الآلية في ذبابة الفاكهة). الفرضية هي أنه عندما ينقسم الكائن الحي أحادي الخلية وتفشل الخلايا البنات في الانفصال ينتج عن ذلك تكتل من خلايا متطابقة ضمن كائن حي واحد مما قد يؤدي لاحقاً إلى تطور أنسجة متخصصة. هذا ما تفعله اجنة النباتات والحيوانات بالإضافة إلى السوطيات الطوقية الاستعمارية.
نظراً لأن الكائنات الحية الأولى متعددة الخلايا كانت بسيطة ولينة تفتقر إلى العظام أو الأصداف أو غيرها من أجزاء الجسم الصلبة فهي غير محفوظة بشكل جيد في السجل الأحفوري. هناك استثناء وحيد وهي الاسفنجيات الشائعة التي قد تكون تركت علامة كيميائية في الصخور القديمة. تشمل الحفريات الأقدم للكائنات الحية متعددة الخلايا الGrypania spiralis المتنازع عليها وأحافير الصخور السوداء التي تعود لحقبة الطلائع القديمة الفرانسيفالية من مجموعة الأحافير B في غابون (غابونونتا). أسفرت تشكيلات دوشانتو عن إنتاج حفريات مجهرية عمرها 600 مليون عام مع أدلة على سمات متعددة الخلايا.
حتى وقت قريب تمت إعادة بناء علم الوراثة العرقي من خلال أوجه التشابه التشريحية (الجنينية خاصةً). هذا غير دقيق إذ أن الكائنات الحية عديدة الخلايا كالحيوانات والنباتات تمت إزالتها منذ 500 مليون عام من أسلافها وحيدة الخلية. يتيح هذا الزمن العابر المجال لوقت التطور المتشعب والمتقارب بتقليد أوجه التشابه وتجميع الاختلافات بين مجموعات الأجناس الحديثة والمنقرضة. يستخدم علماء الوراثية العرقية المعاصرون التقنيات المتطورة كالإنزيمات المتغايرة جينياً والحمض النووي الساتل والواسمات الجزيئية الأخرى لوصف السمات التي يتم مشاركتها بين السلالات متباعدة الصلة.
يمكن أن يحصل تطور التعدد الخلوي بعدة طرق مختلفة، بعضها موضح أدناه:

### النظرية التكافلية
تقترح هذه النظرية بأن أول عضوية عديدة الخلايا تشكلت من تكافل (تضامن) أنواع مختلفة من كائنات حية وحيدة الخلية بأدوار مختلفة لكل منها. ستصبح هذه الكائنات الحية مع الوقت شديدة الاعتماد على بعضها البعض لدرجة أنها لن تتمكن من البقاء على قيد الحياة بشكل مستقل مما سيؤدي في نهاية المطاف إلى دمج جينومها ضمن كائن حي واحد متعدد الخلايا. كل كائن حي بحد ذاته سيصبح سلالة منفصلة لخلايا متمايزة ضمن الأنواع المتشكلة حديثاً.
تكثر مشاهدة هذا التكافل الاتكالي بشكل كبير كما في العلاقة بين سمكة المهرج وشقائق نعمان ريتري البحر. في هذه الحالات من المشكوك فيه للغاية ما إذا كان سيعيش أحد الأنواع في حال انقراض النوع الآخر. مع ذلك فإن المشكلة في هذه النظرية أنه لا يزال غير معروف كيف يمكن دمج الحمض النووي لكل كائن حي ضمن جينوم واحد لتشكل نوع واحد. بالرغم من أن هذا التكافل قد حصل نظرياً (على سبيل المثال، الميتوكوندريا والبلاستيدات الخضراء في خلايا النباتات والحيوانات في المعايش الجواني) إلا أنه نادر الحدوث للغاية وحتى في ذلك الوقت فقد احتفظت المعايش الجواني بعنصر التميز من خلال نسخ حمضها النووي بشكل منفصل ضمن الأنواع المضيفة.

## اقرأ أيضا
- خلية حية
- ميكروببكتيريا